# Воронов, Сергей Юрьевич
Сергей Юрьевич Воронов (15 ноября 1961, Москва) — российский гитарист, вокалист, автор песен. Участник групп «Галерея», «Группа Стаса Намина», «Лига Блюза», CrossroadZ, «Неприкасаемые», «Бомж-трио».

## Биография
Родился в семье Юрия Петровича Воронова.
Начинал музыкальную карьеру с выступлений в любительских группах. В 1979 году вместе с Николаем Арутюновым создаёт группу «Лига Блюза». В 1981 году начинает играть в группе «Галерея».
В 1986 его приглашают в группу Стаса Намина, с которой он гастролирует по США, где выступает на сцене вместе с The Dinosaurs и Кенни Логинс, далее на фестивале в Токио группа дает концерт с Питером Гэбриэлом, Литл Стивеном и Лу Ридом.

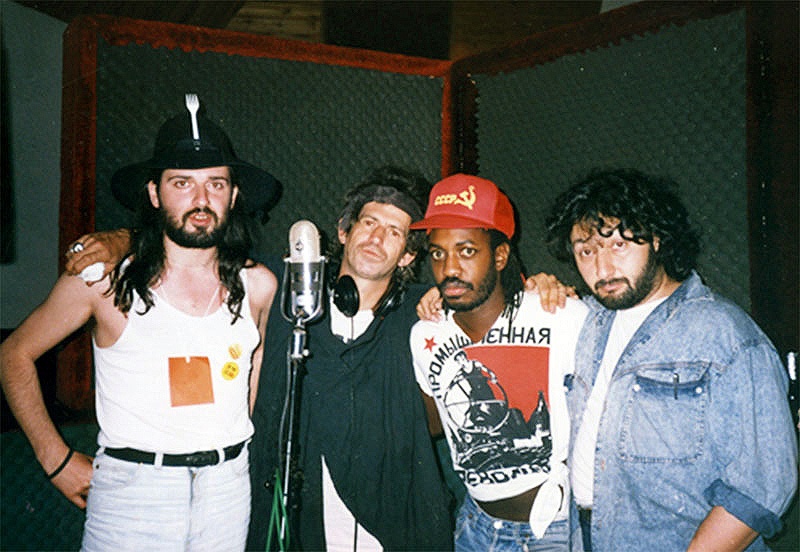
Сергей Воронов (слева) с Китом Ричардсом, Стивеном Джорданом и Стасом Наминым

В 1987 Воронов уходит из группы Стаса Намина, чтобы вместе со своим другом Николаем Арутюновым воссоздать «Лигу Блюза». В 1988 группа гастролирует в Швеции, Колумбии и Перу.
Летом того же года во время гастролей в Нью-Йорке знаменитый сессионный барабанщик Стив Джордан знакомит Сергея Воронова с Китом Ричардсом. Сергей Воронов принимает участие в записи его сольного альбома «Talk Is Cheap» (хлопки в ладоши на треке «Locked Away») и увозит в Россию подарок Ричардса — гитару Fender Stratocaster 1959 года.
Несколько месяцев спустя Сергей покидает «Лигу Блюза» и продолжает работать как студийный музыкант, гастролируя с популярными российскими рок-группами, такими как «Бригада С» и «СВ».
В 1990 Сергей создает группу Crossroadz (изначально Crossroads, X-Roudz). В её состав входят Андрей Бутузов (бас) и Александр Торопкин (барабаны). Позже, в том же году — Михаил Савкин (гитара).
В 1993 году в Париже выходит первый альбом группы BETWEEN, трек с которого Diamond Rain становится хитом во Франции и России.
Группа играет 25 лет вместе, записав 5 альбомов и выпустив 2 концертных DVD. 
В 2015 году этот мир покидает бас-гитарист группы Андрей Бутузов, а через год Александр Торопкин уходит из состава. Сергей и Михаил Савкин принимают решение продолжать движение вперед. Место барабанщика занимает Владимир Воеводин. Постоянного басиста в группе нет, в основном эту функцию выполняет Евгений Глухов. Также с Crossroadz на бас-гитаре играют Алексей Тишин, Дмитрий "Ветеран" Честных, Артем Жаворонок. На бэк-вокале долгие годы замечательная Настя Концевая. Клавиши - Алексей Сечкин.
Вместе с Гариком Сукачевым Сергей Воронов стоял у истоков проекта «Неприкасаемые», созданного летом 1994 года.
Воронов участвовал в записи альбомов «Бригады С», «Алисы», «ЧайФа», «Машины Времени», «Калинового Моста» и др.
В 2009 году Воронов выпустил сольный альбом «Irony». В записи диска принял участие британский гитарист Гэри Мур.
В феврале 2016 г. Сергей вместе с Сукачевым и Галаниным стал «Легендой» по номинации Нашего Радио.
Участник, совместно с Нэшом Тавхелидзе (Blast, Nash Albert) и Николаем Сарабьяновым (Therr Maitz), группы «Бомж-трио».